# Флоренс (Канзас)
Флоренс (енгл. Florence) град је у америчкој савезној држави Канзас.

## Демографија
По попису из 2010. године број становника је 465, што је 206 (-30,7%) становника мање него 2000. године.
| Група             | 2000.       | 2010.       |
| Белци             | 636 (94,8%) | 431 (92,7%) |
| Афроамериканци    | 5 (0,7%)    | 3 (0,6%)    |
| Азијати           | 0 (0,0%)    | 1 (0,2%)    |
| Хиспаноамериканци | 22 (3,3%)   | 16 (3,4%)   |
| Укупно            | 671         | 465         |